# Maja Lidia Kossakowska
Maja Lidia Kossakowska (Varsavia, 27 febbraio 1972 – Stare Załubice, 23 maggio 2022) è stata una scrittrice polacca, specializzata in fantasy, nominata otto volte per il Premio Janusz A. Zajdel e ricevendolo nel 2007 per la novella Smok tańczy dla Chung Fonga.

## Biografia
Laureata all'Università di Varsavia e alla High School of Fine Arts (titolo professionale artista visivo), Maja Lidia Kossakowska ha studiato archeologia mediterranea. Quando ha scelto una specializzazione, stava già pensando alla scrittura: voleva studiare qualcosa che l'avrebbe aiutata a scrivere fantasy in futuro. Inoltre, ha anche lavorato come giornalista (ha realizzato programmi TV) e dipinto quadri. Le sue poesie - accanto alle opere di p. J. Twardowski, J. Tuwim e W. Szymborska - hanno composto un commento poetico alla mostra di artisti visivi polacchi "Angels" a Copenaghen, nel 2006.
Nell'agosto 2020 ha firmato, insieme a molti altri autori di fantasy polacchi (Ziemkiewicz, Pilipiuk, Dukaj, Piekara, Grzędowicz), una lettera aperta in difesa di Jacek Komuda e della libertà di parola. La lettera stessa era una risposta all'autocritica lanciata da "Nowa Fantastyka", relativa alla precedente pubblicazione della storia di Komuda sul mensile, considerata da alcuni lettori una storia omofoba.
È morta nell'incendio di una casa estiva nella notte tra il 22 e il 23 maggio 2022 all'età di 50 anni. Il 20 giugno 2022 è stata sepolta nel cimitero Powązki di Varsavia.

## Vita privata
Era sposata con lo scrittore di fantasy Jarosław Grzędowicz. Tuttavia, non ha mai scritto insieme a lui, anche se lo considerava il suo primo lettore. Era una dei proprietari del palazzo Kossakowski.